# Columnea argentea
Columnea argentea är en tvåhjärtbladig växtart som beskrevs av August Heinrich Rudolf Grisebach. Columnea argentea ingår i släktet Columnea och familjen Gesneriaceae. Inga underarter finns listade i Catalogue of Life.